# Massacre Canyon monument
Massacre Canyon monumentet i Hitchcock County, Nebraska, er rejst til minde om det sidste, store slag mellem pawnee- og lakota stammen den 5. august 1873.:171  Det er samtidig det sidste, store slag mellem to indianerstammer i USA.:222  Mindesmærket blev indviet den 26. september 1930 i nærheden af den gamle kampplads. Det er det første historiske monument i Nebraska finansieret med føderale midler.:176 

## Massacre Canyon monumentet
R. P. Colling fra Nebraska fik kontrakt på at udforme det obelisk-agtige monument:176  efter at kongressen havde bevilget 7.500 dollars til opgaven.:175  Monumentet af lyserød granit fra Minnesota er over 10 meter højt:171  og vejer 91 tons. Tæt på toppen af mindesmærkets ene side er ansigtet af lakotaen John Grass hugget ud.:172  På den modsatte side og lidt lavere er ansigtet af kampdeltager og pawnee høvding Ruling His Son udhugget.:173 
En indrammet tekst nederst mindes kampen og nævner de direkte eller indirekte involverede høvdinge på begge sider. Brulé lakota høvding Spotted Tails navn står der,:172  skønt det er usikkert, om han deltog i sommerjagten.:158 
Op mod 5000 mennesker overværede afsløringen af monumentet den 26. september 1930, deriblandt mere end 20 lakotaer fra Rosebud reservatet i South Dakota.:180 
Som følge af en motorvejsændring blev monumentet flyttet knap 30 år senere, så det står ved Highway 34, men stadig i nærheden af den gamle slagmark.:246 